# Diecéze Almenara
Diecéze Almenara je římskokatolická diecéze nacházející se v Brazílii.

## Území
Zahrnuje území 13 měst státu Minas Gerais: Almenara, Bandeira, Felisburgo, Fronteira dos Vales, Jacinto, Jequitinhonha, Joaíma, Jordânia, Rio do Prado, Rubim, Salto da Divisa, Santa Maria do Salto a Santo Antônio do Jacinto.
Biskupským sídlem je město Almenara, kde se nachází hlavní chrám, katedrála svatého Jana Křtitele.

## Historie
Diecéze byla zřízena 28. března 1981 bulou Quoniam omnis Pastorum papeže Jana Pavla II. z části území diecéze Araçuaí a diecéze Teófilo Otoni.

## Seznam biskupů
- José Geraldo Oliveira do Valle, C.S.S. (1982–1988)
- Diogo Reesink, O.F.M. (1989–1998)
- Hugo María Van Steekelenburg, O.F.M. (1999–2013)
- José Carlos Brandão Cabral (2013–2022)
- José Hamilton de Castro (od 2023)